# Ellenbergerite
La ellenbergerite è un nesosilicato idrato di magnesio e alluminio con cationi addizionali di titanio e zirconio. Il nome gli è stato dato da R. Klaska nel 1985, in onore di François Ellenberger (1915-2000), professore di Geologia Strutturale alla Sorbona di Parigi.

## Origine e giacitura
L'ellenbergerite è un minerale metamorfico di pressione estremamente elevata. Si trova in rocce in facies scisti blu ed eclogitica che durante la subduzione e successiva collisione tra placche continentali hanno raggiunto profondità superiori ai 100 km con pressioni di almeno 3 MPa.

## Distribuzione
Il luogo di primo rinvenimento è Case Parigi, nei pressi di Martiniana Po, nella Valle del Po, Piemonte.